# Liste des archevêques de Munich et Freising
Pour un article plus général, voir Archidiocèse de Munich et Freising.
Voici la liste des archevêques métropolitains de Munich et Freising, en Allemagne.

## Évêques de Freising
- v. 723-730 : Saint Corbinien ; il fonda l'abbaye bénédictine de Freising, cependant le diocèse ne sera établi qu'en 739, par Boniface de Mayence)
- 739-747 : Erembert
- 747-764 : Joseph de Vérone
- 764-783 : Aribon
- 784-810 : Atton
- 811-834 : Hitton
- 835-854 : Erchambert
- 855-875 : Annon
- 875-883 : Arnold
- 883-903 : Waldon
- 903-907 : Utton
- 907-926 : Dracholf
- 926-937 : Vulfran
- 937-957 : Lantbert
- 957-994 : Abraham
- 994-1006 : Gottschalk d'Haguenau (de)
- 1006-1039 : Egilbert von Moosburg
- 1039-1052 : Nitker
- 1052-1078 : Ellenhard, comte de Meran
- 1078-1098 : Meginhard, comte de Scheyern
- 1098-1137 : Henri Ier d'Ebersdorf
- 1138-1158 : Othon I
- 1158-1184 : Albert Ier
- 1184-1220 : Othon II
- 1220-1230 : Gerold von Waldeck
- 1230-1258 : Conrad Ier de Tölz et Hohenburg
- 1258-1278 : Conrad II de Wittelsbach
- 1279-1282 : Friedrich von Montalban
- 1283-1311 : Emicho von Wittelsbach
- 1311-1314 : Gottfried von Hexenagger
- 1314-1322 : Conrad III der Sendlinger
- 1323-1324 : Johannes Ier Wulfing
- 1324-1340 : Konrad IV von Klingenberg
- 1340-1349 : Jean II Hake (de)
- 1349-1359 : Albert II de Hohenberg
- 1359-1377 : Paul de Jägerndorf
- 1377-1381 : Léopold de Sturmberg
- 1381-1410 : Berthold de Wehingen
- 1411-1412 : Conrad V. d'Hebenstreit
- 1412-1421 : comte Herman II de Celje
- 1421-1443 : Nicodème de Scala
- 1443-1448 : Henri II von Schlick
- 15 janvier 1448 - 2 décembre 1452 : Johannes Grünwalder †
- janvier 1453 - novembre 1473 : Johann Tulbeck †
- 12 janvier 1474 - 14 juillet 1495 : Sixte de Tannberg †
- 1er août 149 - 3 décembre 1498 : comte palatin Ruprecht †
- 1499 - 5 janvier 1541 : Philippe du palatinat †
- 5 janvier 1541 - 3 janvier 1552 : comte palatin Heinrich  †
- 15 février 1552 - 8 avril 1559 : Leo Lösch (de) †
- 12 juin 1559 - 18 octobre 1566 : Moritz von Sandizell (de) †
- 18 octobre 1566 - 17 février 1612 : duc Ernest de Bavière †
- 7 mai 1612 - 16 janvier 1618 : Stephan von Seiboldsdorf (de) †

## Prince-évêques de Freising
- 12 février 1618 - 8 décembre 1651 : Gui Adam Gepeckh von Arnsbach †
- 8 décembre 1651 - 5 novembre 1685 : Albert-Sigismond de Bavière †
- 4 novembre 1685 - 29 septembre 1694 : Joseph Clemens Kajetan Herzog von Bayern †
- 29 janvier 1695 - 23 février 1727 : Johann Franz Freiherr von Eckher von Kapfing und Liechteneck (de) †
- 23 février 1727 - 27 janvier 1763 : Johann Theodor Herzog von Bayern †
- 18 avril 1763 - 20 août 1768 : Clemens Wenzeslaus Herzog von Sachsen †
- 23 janvier 1769 - 15 mars 1788 :  Ludwig Joseph von Welden (de) †
- 26 mai 1788 - 30 décembre 1789 : Max Polykarp Reichsgraf von Törring-Jettenbach †
- 1er mars 1790 - 4 avril 1803 : Joseph Konrad Freiherr von Schroffenberg, C.R.S.A. †
- 14 avril 1803 - 16 février 1818 : Joseph Jakob von Heckenstaller (de) †

## Archevêques métropolitains
- 16 février 1818 - 1er octobre 1846 : Lothar Anselm von Gebsattel (de)
- 1er octobre 1846 - 19 juin 1856 : Karl August von Reisach
- 6 janvier 1856 - 24 octobre 1877 : Gregor von Scherr
- 30 avril 1878 - 9 octobre 1889 : Anton von Steichele (de)
- 23 octobre 1889 - 24 novembre 1897 : Antonius von Thoma (de)
- 24 décembre 1897 - 4 mai 1909 : Franz Joseph von Stein
- 23 mai 1909 - 12 avril 1917 : Francis von Bettinger
- 26 mai 1917 - 12 juin 1952 : Michael von Faulhaber
- 9 août 1952 - 31 décembre 1960 : Josef Wendel
- 3 juillet 1961 - 24 juillet 1976 : Julius August Döpfner
- 24 mars 1977 - 15 février 1982 : Joseph Ratzinger
- 28 octobre 1982 - 2 février 2007 : Friedrich Wetter
- depuis le 2 février 2008 : Reinhard Marx